# Joan Bosch i Verdalet (organista)
Joan Bosch i Verdalet (? - Girona, 1739) va exercir com a organista a la Catedral de Girona entre 1711 i 1714.
És molt probable que Joan Bosch i Verdalet formés part directa de la família Verdalet, una dinastia d'organistes que havien estat actuant a la capella de música de la Catedral de Girona des de finals del segle anterior. Se suposa que era cosí germà de Joan Verdalet (fill), qui anteriorment va ocupar el càrrec d'organista abans del 1711.
Tot i que no es coneix amb certesa ni la data ni el lloc del seu naixement, el 1711 va agafar el càrrec d'organista provisional a la catedral després del traspàs de Joan Verdalet (fill). No obstant això, la seva permanència va ser temporal, deixant la localitat el 1714 i sent reemplaçat per Manuel Jubert.
Els registres biogràfics mostren que va renunciar al càrrec d'organista a Arenys de Mar el 1720. El 1724 va residir a Vic i més tard es va traslladar a Barcelona. El 1726 va tornar a Girona per exercir com a primer violinista a la Capella de Música de la catedral, tot i que va abandonar aquesta posició l'any següent. Va morir el 9 de novembre de 1739, encara essent beneficiari de la catedral, i adscrit a la capella.